# العلاقات العمانية الموريشيوسية
العلاقات العمانية الموريشيوسية هي العلاقات الثنائية التي تجمع بين سلطنة عمان وموريشيوس.

## مقارنة بين البلدين
هذه مقارنة عامة ومرجعية للدولتين:
| وجه المقارنة                                              | سلطنة عمان    | موريشيوس                 |
| --------------------------------------------------------- | ------------- | ------------------------ |
| المساحة (كم2)                                             | 309.50 ألف    | 2.04 ألف                 |
| عدد السكان (نسمة)                                         | 4.64 مليون    | 1.26 مليون               |
| الكثافة السكانية (ن./كم²)                                 | 14.99         | 617.65                   |
| العاصمة                                                   | مسقط          | بورت لويس                |
| اللغة الرسمية                                             | اللغة العربية | لغة إنجليزية، لغة فرنسية |
| العملة                                                    | ريال عماني    | روبي موريشي              |
| الناتج المحلي الإجمالي (بليون دولار)                      | 72.64 مليار   | 13.34 مليار              |
| الناتج المحلي الإجمالي (تعادل القوة الشرائية) بليون دولار | 179.49 مليار  | 25.36 مليار              |
| الناتج المحلي الإجمالي الاسمي للفرد دولار أمريكي          | 15.55 ألف     | 9.25 ألف                 |
| الناتج المحلي الإجمالي للفرد دولار أمريكي                 | 38.63 ألف     | 18.59 ألف                |
| مؤشر التنمية البشرية                                      | 0.793         | 0.777                    |
| رمز المكالمات الدولي                                      | +968          | +230                     |
| رمز الإنترنت                                              | عمان          | .mu                      |
| المنطقة الزمنية                                           | ت ع م+04:00   | ت ع م+04:00              |

## منظمات دولية مشتركة
يشترك البلدان في عضوية مجموعة من المنظمات الدولية، منها:
| علم المنظمة | اسم المنظمة                               | تاريخ انضمام سلطنة عمان | تاريخ انضمام موريشيوس |
| ----------- | ----------------------------------------- | ----------------------- | --------------------- |
|             | مؤسسة التنمية الدولية                     | 1973                    | 23 سبتمبر 1968        |
|             | يونسكو                                    | 10 فبراير 1972          | 25 أكتوبر 1968        |
|             | وكالة ضمان الاستثمار متعدد الأطراف        | 1989                    | 28 ديسمبر 1990        |
|             | الأمم المتحدة                             | 7 أكتوبر 1971           | 24 أبريل 1968         |
|             | الفريق المعني برصد الأرض                  | ?                       | ?                     |
|             | الاتحاد البريدي العالمي                   | ?                       | ?                     |
|             | البنك الدولي للإنشاء والتعمير             | 1971                    | 23 سبتمبر 1968        |
|             | المنظمة الهيدروغرافية الدولية             | ?                       | ?                     |
|             | الاتحاد الدولي للاتصالات                  | 28 أبريل 1972           | 30 أغسطس 1969         |
|             | منظمة حظر الأسلحة الكيميائية              | ?                       | ?                     |
|             | مؤسسة التمويل الدولية                     | 1973                    | 23 سبتمبر 1968        |
|             | المركز الدولي لتسوية المنازعات الاستشارية | 1995                    | 2 يوليو 1969          |
|             | منظمة التجارة العالمية                    | 2000                    | ?                     |
|             | منظمة الشرطة الجنائية الدولية             | ?                       | ?                     |

## وصلات خارجية
- موقع وزارة الخارجية العمانية